# Ivan (ur. 1919)
Ivan, właśc. Ivan José Macachyba Dias (ur. 8 kwietnia 1919 w Belo Horizonte) – brazylijski piłkarz, występujący podczas kariery na pozycji defensywnego pomocnika.

## Kariera klubowa
Piłkarską karierę Ivan rozpoczął w klubie Botafogo FR w 1940. Podczas tego okresu pięciokrotnie wywalczył z Botafogo wicemistrzostwo stanu Rio de Janeiro – Campeonato Carioca w 1942, 1944, 1945, 1946 i 1947 roku. W latach 1949–1956 występował w innym klubie z Rio – Américe.

## Kariera reprezentacyjna
W reprezentacji Brazylii Ivan zadebiutował 5 stycznia 1946 w meczu z reprezentacją Urugwaju podczas Copa Rio Branco 1946. W tym samym miesiącu Ivan wystąpił na Copa América, na którym Brazylia zajęła drugie miejsce. Na tym turnieju Ivan wystąpił w trzech meczach z Boliwią, Paragwajem i Chile, który był jego ostatnim meczem w reprezentacji. Ogółem wystąpił cztery razy w reprezentacji.